# David Mateos
David Mateos Ramajo, né le 22 avril 1987 à Madrid, est un footballeur espagnol évoluant au poste de défenseur.

## Carrière

### En club

#### Real Madrid
Le 3 avril 2010, Il fut appelé pour la première fois en équipe première pour le match face au Racing Santander par Manuel Pellegrini, entraineur de l'époque. Match durant lequel il porta le numéro 32.
Deux mois auparavant, il était sur le point de faire ses débuts contre le Deportivo La Corogne, mais il est resté sur le banc durant toute la rencontre, avec d'autres coéquipiers du Real Madrid Castilla (Pedro Mosquera et Rodrigo Moreno Machado).
Au début de la saison 2010/2011, il sera testé en match amical contre Penarol (2-0). José Mourinho qui souhaitait un renfort supplémentaire en défense a peut-être trouvé la solution en interne avec David Mateos, 23 ans qui évolue en équipe réserve. Au terme de cette rencontre, l'entraîneur du Real Madrid a déclaré:
« Il me plaît. Il défend bien et il sait construire. Le Real a besoin de ça. Avec nos difficultés actuelles, sans Ezequiel Garay, Pepe et Raúl Albiol, c’est dommage qu’il ne puisse pas jouer. Son sort dépend des départs, nous devrions penser à faire de lui un joueur de l’équipe première »
L'entraîneur Merengue fait ici référence à l’obligation de vendre des joueurs pour pouvoir enregistrer David Mateos dans l’effectif disputant la Liga.
Après avoir signé un contrat professionnel avec le Real Madrid, Mateos a été appelé pour le premier match de la saison contre Real Majorque, mais il n'a pas joué. Après le départ de Rafael van der Vaart à Tottenham Hotspur, il aura une place dans l'équipe première, il portera le numéro 15, laissé libre par Royston Drenthe, prêté à Hercules Alicante.
Le 6 janvier 2011, il honore sa première titularisation en équipe première, à 23 ans, contre Levante UD en Copa del Rey.

## Statistiques
| Saison                | Club                  | Championnat           | Championnat | Championnat | Coupe(s) nationale(s) | Coupe(s) nationale(s) | Compétition(s) continentale(s) | Compétition(s) continentale(s) | Compétition(s) continentale(s) | Total | Total |
| Saison                | Club                  | Division              | M.          | B.          | M.                    | B.                    | Comp.                          | M.                             | B.                             | M.    | B.    |
| 2010-2011             | Real Madrid           | Liga BBVA             | 0           | 0           | 1                     | 0                     | C1                             | 1                              | 0                              | 2     | 0     |
| 2010-2011             | AEK Athènes (prêt)    | Superleague           | 10          | 0           | 2                     | 0                     | -                              | -                              | -                              | 12    | 0     |
| 2011-2012             | Real Saragosse (prêt) | Liga BBVA             | 14          | 0           | 1                     | 0                     | -                              | -                              | -                              | 15    | 0     |
| 2012-2013             | Real Madrid Castilla  | Liga Adelante         | 30          | 1           | 0                     | 0                     | -                              | -                              | -                              | 30    | 1     |
| Sous-total            | Sous-total            | Sous-total            | 54          | 1           | 4                     | 0                     | -                              | 1                              | 0                              | 59    | 1     |
| 2013-2014             | Ferencváros TC        | OTP Liga              | 21          | 2           | 12                    | 2                     | -                              | -                              | -                              | 33    | 4     |
| 2014-2015             | Ferencváros TC        | OTP Liga              | 19          | 5           | 9                     | 0                     | C3                             | 4                              | 0                              | 32    | 5     |
| 2015-2016             | Ferencváros TC        | OTP Liga              | -           | -           | -                     | -                     | C3                             | 1                              | 0                              | 1     | 0     |
| Sous-total            | Sous-total            | Sous-total            | 40          | 7           | 21                    | 2                     | -                              | 5                              | 0                              | 66    | 9     |
| 2015                  | Orlando City SC       | MLS                   | 6           | 0           | 0                     | 0                     | -                              | -                              | -                              | 6     | 0     |
| 2016                  | Orlando City SC       | MLS                   | 21          | 0           | 1                     | 1                     | -                              | -                              | -                              | 22    | 1     |
| Sous-total            | Sous-total            | Sous-total            | 27          | 0           | 1                     | 1                     | -                              | -                              | -                              | 28    | 1     |
| Total sur la carrière | Total sur la carrière | Total sur la carrière | 121         | 8           | 26                    | 3                     | -                              | 6                              | 0                              | 153   | 11    |

### En sélection

#### Espagne -19 ans
David Mateos a été sélectionné 4 fois en U19.